# 祖国联盟 (阿根廷)
祖国联盟（缩写为UP）是阿根廷的一个中左翼政治和选举联盟，由庇隆主义政党所组成，为参加2023年总统选举而成立。该联盟是前大众阵线的继承者，过去大众阵线提名的候选人阿尔韦托·费尔南德斯在2019年总统选举中取胜，并当选为阿根廷总统。
祖国联盟以执政的正义党为核心，并在联邦和省级都有其盟友，包括塞尔吉奥·马萨的复兴阵线。祖国联盟在2023年总统选举中提名了中间派倾向的塞尔吉奥·马萨和左翼倾向的胡安·格拉博伊斯为候选人，但祖国联盟把选举资源主要集中在塞尔吉奥·马萨。2023年8月13日的总统初选结束后，为集中选票对抗极右翼的哈维尔·米莱，初选落败的胡安·格拉博伊斯选择支持塞尔吉奥·马萨。2023年10月22日，马萨在第一轮选举中取得36.68％的选票，以第一名的身份挺入决选。

## 历史

### 背景
在2019年总统大选之前，正义党的基什内尔主义派计划建立一个统一的庇隆主义选举阵线，这一计划最终随着大众阵线的成立而实现。大众阵线由正义党的多数派以及其他左翼和中间派政党所组成，大众阵线其前身是公民团结和胜利阵线。公民团结是为参加2017年议会中期选举成立的短暂联盟，而胜利阵线在2003年到2017年间作为正义党内基什内尔主义派的政治工具运作。大众阵线在2019年总统选举中提名阿尔韦托·费尔南德斯参选，在初选中得票47.8％，紧接着在第一轮总统选举得票48.2％。击败了得票40.4%的时任总统毛里西奥·马克里。成功政党轮替，使毛里西奥·马克里所在的中右翼合力改变联盟下台。时隔4年庇隆主义者重新掌权，并由总统阿尔韦托·费尔南德斯和副总统兼前总统克里斯蒂娜·费尔南德斯·德基什内尔领导这一任期。任期过半，大众阵线在2021年立法选举中遭受重大失败，失去了众议院和参议院的多数席位，也是近40年来庇隆主义者首次失去了对国会的控制。

### 2023年阿根廷大选
2023年4月，阿根廷总统阿尔贝托·费尔南德斯宣布他自己不会寻求在下一届总统选举中连任。祖国联盟为2023年8月13日举行的阿根廷总统初选提名了塞尔吉奥·马萨和胡安·格拉博伊斯，塞尔吉奥·马萨初选得票21.4％，而胡安·格拉博伊斯得票5.9％。选后，为集中选票对抗极右翼的哈维尔·米莱；初选落败的胡安·格拉博伊斯选择支持塞尔吉奥·马萨。
2023年10月22日，塞尔吉奥·马萨在第一轮选举中取得36.68％的选票，得票超过选前的民调预计，位列第一。

## 意识形态
祖国联盟为一个大帐篷庇隆主义联盟，成员意识形态包括了阿方辛激进主义者、进步主义者、自由主义者、保守主义者、基督教民主主义者、社会主义者、共产主义者、以及劳工主义者。

## 成员政党
| 政党 | 政党                   | 领导人                   | 意识形态                             | 政治立场       |
| ---- | ---------------------- | ------------------------ | ------------------------------------ | -------------- |
|      | 正义党                 | 阿尔韦托·费尔南德斯      | 庇隆主义 社会民主主义                | 大帐篷         |
|      | 复兴阵线               | 塞尔吉奥·马萨            | 庇隆主义 社会自由主义                | 中间           |
|      | 文化教育工党           | 烏戈·莫亞諾              | 庇隆主义 劳工主义                    | 大帐篷         |
|      | 联邦承诺               | 阿爾貝托·羅德里奎茲·薩阿 | 庇隆主义 联邦庇隆主义                | 中间偏右       |
|      | 民族解放潮流           | 艾莉西亞·基希納          | 庇隆主义 基什内尔主义                | 中间偏左       |
|      | 胜利党                 | 黛安娜·孔蒂              | 社会民主主义 基什内尔主义            | 中间偏左       |
|      | 新会面                 | 馬丁·薩巴特利亞          | 进步主义 基什内尔主义                | 中间偏左       |
|      | 我们是                 | 維多利亞·唐達            | 民主社会主义 社会主义女性主义        | 中间偏左至左翼 |
|      | 南方计划               | 豪尔赫·塞尔瑟            | 进步主义 左翼民族主义                | 中间偏左至左翼 |
|      | 广泛阵线               | 亞德蓮娜·皮格羅斯        | 庇隆主义 基什内尔主义 社会民主主义   | 中间偏左       |
|      | 团结党                 | 卡洛斯·海勒              | 团结主义 社会主义                    | 中间偏左至左翼 |
|      | 人民团结               | 維克多·德·格納羅         | 21世纪社会主义 左翼民族主义          | 左翼           |
|      | 阿方辛主义国家运动     | 萊奧波爾多·莫羅          | 社会民主主义 基什内尔激进主义        | 中间偏左       |
|      | 锻造协调党             | 古斯塔沃·費爾南多·羅培茲 | 社会民主主义 基什内尔激进主义        | 中间偏左       |
|      | 阿根廷共产党           | 维克多·科特              | 共产主义 马克思列宁主义 格瓦拉主义   | 左翼至极左翼   |
|      | 共产党（非常代表大会） | 巴勃罗·佩雷拉            | 共产主义 马克思列宁主义              | 左翼           |
|      | 革命共产党             | 胡安·卡洛斯·阿爾德雷特   | 共产主义 马克思列宁毛主义            | 极左翼         |
|      | 不妥协党               | 恩里克·古斯塔沃·卡德萨   | 民主社会主义 进步主义                | 左翼           |
|      | 伟大祖国阵线           | 胡安·格拉博伊斯          | 21世纪社会主义 女性主义 基什内尔主义 | 左翼           |
|      | 艾薇塔运动             | 埃米利奥·佩尔西科        | 庇隆主义 基什内尔主义                | 左翼           |
|      | 保护政治力量           | 何塞·路易斯·拉蒙         | 社会民主主义 参与式民主              | 中间偏左       |